# Association Georges Perec
La Association Georges Perec es una organización dedicada a la difusión y estudio de la obra del escritor francés Georges Perec (1936-1982). Fue creada en el otoño de 1982, pocos meses después de su muerte, por el estudioso Eric Beaumatin, inspirado por Bernard Magné. Desde entonces se basa en colaboraciones exclusivamente voluntarias.
Para su creación, Beaumatin recibió la ayuda de la familia del escritor, del editor Paul Otchakovsky-Laurens, de los miembros de Oulipo (en especial Marcel Bénabou), de Paulette Perec (entonces bibliotecaria de la Biblioteca Nacional) y de algunos pocos activistas. El Centre National des Lettres también ha colaborado activamente en el respaldo y clasificación de los documentos personales escritos por Perec.
Los primeros documentos de la asociación datan de una colección privada iniciada en 1976, a los que se fueron sumando sucesivamente nuevas adquisiciones. Desde 1984, la Biblioteca del Arsenal, ubicada en el Departamento de la Biblioteca Nacional en París, ha destinado un despacho dedicado exclusivamente a la Association.
La Association Georges Perec, junto con los herederos del escritor y la Biblioteca Nacional, fueron los encargados exclusivos del depósito, custodia y gestión de los documentos originales del autor. Actualmente la asociación y los herederos manejan dos fondos de documentación independientes, pero que conviven entre sí.

## Actividades
Desde su creación, la asociación ha organizado diversas exposiciones, conferencias, congresos y publicaciones, además de funcionar como un repositorio documental de la obra del autor, y como un lugar físico para reuniones en torno a su obra, la cual está en continua ampliación, clasificación y respaldo.
Durante más de veinte años publicó el seminario mensual Georges Perec a través de la Universidad París VII. Actualmente publica dos boletines informativos internos anuales, edita una colección de estudios titulados Cahiers Georges Perec, administra una lista de Internet y recibe una vez por semana a investigadores para atención de consultas y proporción de material.
Dado el éxito de la organización, la Biblioteca de Arsenal optó por extender su misión hacia otros autores de Oulipo, además de proporcionar becas a estudiantes para ayudar a inventariar y gestionar la documentación.

## Publicaciones
Les Cahiers Georges Perec
- próximo - Vol. 12: Espèces d'espaces perecquiens
- 2011 - Vol. 11: Filiations perecquiennes
- 2010 - Vol. 10: Perec et l'Art contemporain
- 2006 - Vol. 9: Le Cinématographe
- 2004 - Vol. 8: Colloque de Montréal
- 2003 - Vol. 7: Antibiotiques
- 1996 - Vol. 6: «L'Œil d'abord...» Georges Perec et la peinture
- 1992 - Vol. 5: Les Poèmes hétérogrammatiques
- 1990 - Vol. 4: Mélanges
- 1989 - Vol. 3: Presbytères et prolétaires
- 1988 - Vol. 2: W ou le souvenir d'enfance: une fiction?
- 1984 - Vol. 1: Colloque de Cerisy